# Kazuhiko Hachiya
Kazuhiko Hachiya (八谷和彦?, Hachiya Kazuhiko; Tokyo, 18 aprile 1966) è un docente e media artist giapponese.
Professore associato di Espressioni dell'Arte Avanzata, Facoltà di Belle Arti dell'Università delle arti di Tokyo. Nato nella prefettura di Saga, si è diplomato presso il Kyushu Institute of Design. Principalmente è noto per aver sviluppato il primo software di posta elettronica per animali in Giappone "PostPet" e per aver progettato l'OpenSky M-02, un motoaliante funzionante ispirato al velivolo usato nel manga ed anime di Hayao Miyazaki Nausicaä della Valle del vento dalla protagonista.

## Opere principali
- OpenSky M-02（2003〜）
- PostPet（1997〜2006）
- 見ることは信じること（1996）
- World System（1995）
- 視聴覚交換マシン（1993）